# Prangos biebersteinii
Prangos biebersteinii är en flockblommig växtart som beskrevs av Karjagin. Prangos biebersteinii ingår i släktet Prangos och familjen flockblommiga växter. Inga underarter finns listade i Catalogue of Life.